# Darja Samokhina
Darja Samokhina (russisk: Дарья Сергеевна Самохина tr. Darja Sergejevna Samokhina ; født 12. august 1992 i Toljatti, Rusland) er en russisk håndboldspiller som spiller for HK Astrakhanotjka og det russiske landshold.